# Atletisme als Jocs Mediterranis de 2018
La competició d'atletisme dels Jocs del Mediterrani de 2018 de Tarragona es va celebrar entre el 27 i el 30 de juny a l'Estadi d'Atletisme de Campclar a l'Anella Mediterrània a Tarragona. La primera aparició d'aquest esport en els Jocs del Mediterrani va ser a Alexandria 1951 a Egipte.
La competició va ser masculina i femenina repartint-la en diverses categories i modalitats. A més també inclourà la competició paral·límpica en dones.

## Medaller per categoria
| Categoria                 | Or                     | Plata                          | Bronze                       |
| Homes                     |                        |                                |                              |
| 100m                      | Jak Ali Harvey         | Emre Zafer Barnes              | Federico Cattaneo            |
| 200m                      | Ramil Guliyev          | Eseosa Desalu                  | Meba-Mickael Zeze            |
| 400m                      | Davide Re              | Lucas Bua                      | Mamoudou-Elimane Hanne       |
| 800m                      | Álvaro de Arriba       | Mostafa Smaili                 | Abedin Mujezinovic           |
| 1500m                     | Brahim Kaazouzi        | Abdessalem Ayouni              | Fouad El Kaam                |
| 5000m                     | Youness Essalhi        | Soufiyan Bouqantar             | Yemaneberhan Crippa          |
| 110m tanques              | Lorenzo Perini         | Yidel Contreras                | Konstantinos Douvalidis Riks |
| 400m tanques              | Ludvy Vaillant         | Yasmani Escobar                | Zied Azizi                   |
| 3000m obstacles           | Soufiane El-Bakkali    | Amor Ben Yahia                 | Yohannes Chiappinelli        |
| Relleus 4x100m            | Itàlia                 | Turquia                        | Portugal                     |
| Relleus 4x400m            | Itàlia                 | Espanya                        | Algèria                      |
| Salt d'alçada             | Majd Eddin Ghazal      | Konstantinos Baniotis          | Marco Fassinotti             |
| Salt de longitud          | Yahya Berrabah         | Yasser Mohamed Triki           | Yann Randrianasolo           |
| Llançament de pes         | Hamza Alic             | Stipe Zunic                    | Mesud Pezer                  |
| Llançament de disc        | Apostolos Parellis     | Kristjan Ceh                   | Hannes Kirchler              |
| Llançament de javelina    | Nicolas Quijera        | Roberto Luigi Bertolini        | Dejan Mileusnic              |
| Mitja marató              | Mohamed Reda El-Aaraby | Eyob Ghebrehiwet Faniel        | Kaan Kigen Ozbilen           |
| Dones                     |                        |                                |                              |
| 100m                      | Orlann Ombissa-Dzangue | Rafailia Spanoudaki-Chatziriga | Anna Bongiorni               |
| 200m                      | Carolle Zahi           | Gloria Hooper                  | Estela García                |
| 400m                      | Eleni Artymata         | Libiana Grenot                 | Mariabenedicta Chigbolu      |
| 800m                      | Rababe Arafi           | Malika Akkaoui                 | Cynthia Anais                |
| 1500m                     | Rababe Arafi           | Malika Akkaoui                 | Marta Pérez                  |
| 5000m                     | Kaoutar Farkoussi      | Inês Monteiro                  | Ana Lozano                   |
| 100m tanques              | Andrea Ivancevic       | Luminosa Bogliolo              | Elisavet Pesiridou           |
| 400m tanques              | Yadisleidy Pedroso     | Ayomide Folorunso              | Aurelie Chaboudez            |
| 3000m obstacles           | Luiza Gega             | Habiba Ghribi                  | Marusa Mismas                |
| Relleus 4x100m            | França                 | Espanya                        | Itàlia                       |
| Relleus 4x400m            | Itàlia                 | França                         | Espanya                      |
| Salt amb perxa            | Ninon Guillon-Romarin  | Tina Sutej                     | Nikoleta Kyriakopoulou       |
| Salt de longitud          | Ivana Spanovic         | Juliet Itoya Ebhomhenye        | Fátima Diame                 |
| Triple salt               | Yanis Esmeralda David  | Ottavia Cestonaro              | Fátima Diame                 |
| Llançament de disc        | Sandra Perkovic        | Liliana Cá                     | Chrysoula Anagnostopoulou    |
| Llançament de martell     | Alexandra Tavernier    | Kıvılcım Kaya Salman           | Camille Sainte Luce          |
| Mitja marató              | Sara Dossena           | Marta Galimany                 | Elena Loyo                   |
| Paral·límpics             |                        |                                |                              |
| Dones                     |                        |                                |                              |
| 800m cadira de rodes T/54 | Zübeyde Süpürgeci      | Eva María Moral                | Desert                       |

## Medaller per país
| Posició | País                 | Or | Plata | Bronze | Total |
| 1       | Marroc               | 8  | 4     | 1      | 13    |
| 2       | Itàlia               | 7  | 8     | 8      | 23    |
| 3       | França               | 7  | 1     | 6      | 14    |
| 4       | Turquia              | 3  | 4     | 1      | 8     |
| 5       | Espanya              | 2  | 7     | 7      | 16    |
| 6       | Croàcia              | 2  | 1     | -      | 3     |
| 7       | Xipre                | 2  | -     | -      | 2     |
| 8       | Bòsnia i Hercegovina | 1  | -     | 3      | 4     |
| 9       | Albània              | 1  | -     | -      | 1     |
| 9       | Sèrbia               | 1  | -     | -      | 1     |
| 9       | Síria                | 1  | -     | -      | 1     |
| 12      | Grècia               | -  | 3     | 3      | 6     |
| 13      | Tunísia              | -  | 3     | 1      | 4     |
| 14      | Portugal             | -  | 2     | 1      | 3     |
| 14      | Eslovènia            | -  | 2     | 1      | 3     |
| 16      | Algèria              | -  | 1     | 1      | 2     |
| Total   | Total                | 35 | 35    | 34     | 104   |